# پودراسپرینگ (جورجیا)
پودراسپرینگ، جورجیا (به انگلیسی: Powder Springs, Georgia) یک شهر در ایالات متحده آمریکا با جمعیت ۱۳٬۹۴۰ نفر است که در جورجیا واقع شده‌است.

## موقعیت جغرافیایی
موقعیت جغرافیایی شهرها و مناطق اطراف به شرح زیر است: